# José Luis Bustamante y Rivero
José Luis Bustamante y Rivero (Arequipa, 15 januari 1894 - Lima, 11 januari 1989) was de president van Peru van 1945 tot 1948. Naast politicus, was hij verder jurist en schrijver

## Biografie
Bustamante studeerde rechten en studeerde uiteindelijk af met een doctorstitel. Van 1921 tot 1934 was hij hoogleraar in Arequipa.
Ondertussen raakte hij geïnteresseerd in politiek en schreef een manifest dat leidde tot de staatsgreep in 1930 die Augusto Leguía y Salcedo uit het zadel wierp. Hij verwierf daarmee het vertrouwen van Leguía's opvolger, Luis Miguel Sánchez Cerro en in 1930 werd hij benoemd tot diens minister van Onderwijs. Verder had hij nog verschillende andere hoge publieke functies en was hij ambassadeur te Bolivia (1934-1938, 1942-1945) en gevolmachtigd minister in Uruguay (1939-1942).

### Presidentschap, staatsgreep en ballingschap
Bustanmente won de Peruviaanse presidentsverkiezingen van 1945 als kandidaat van de Nationaal Democratisch Front (met ondersteuning van de links georiënteerde Amerikaanse Populaire Revolutionaire Alliantie (APRA).
Tijdens de eerste zeven dagen van zijn presidentschap herstelde Bustamante de persvrijheid en volledige burgerlijke rechten, en liet hij alle politiek gevangenen vrij. Ook zuiverde hij het militaire apparaat, trok hij goklicenties in en nam hij de controle over de uitgaven van de schatkist. Een van zijn belangrijke internationale overeenkomsten was de vestiging van een 200 mijlzone in de Peruaanse Zee.
Als president hoopte Bustamante een meer democratische regering te vestigen, door de macht van het leger en de oligarchen te beperken. Dit leidde al vlug tot een conflict met de ARPA-oprichter Víctor Raúl Haya de la Torre. Zonder de steun van de APRA, raakte Bustamante erg beperkt in het uitvoeren van zijn presidentschap.
De moord op de ultraconservatieve redacteur Francisco Graña Garland, een prominent lid van de Peruaanse elite en een penvijand van de APRA, maakte een politieke crisis los die in een direct verband werd gebracht met de invloed van de APRA op de regering. Bustamante zag zich toen gedwongen een militair kabinet aan te stellen tot de crisis voorbij was.
In oktober 1948 kwam daarbij, dat rebellerende matrozen en officieren vijf oorlogsschepen kaapten, en hun bevelhebbers opsloten of doodschoten. Op land verblijvende mariniers namen de macht over op de zeevaartacademie, de wapenopslag van de marine en het fort Real Felipe. Nadat regeringsgetrouwe troepen de revolte neersloegen, schortte Bustamante alle burgerlijke rechten op.
Achter de opstand stond naar zijn mening de APRA. Hij gaf daarom opdracht aan het leger op het hoofdkwartier van de APRA te bezetten, evenals het gebouw waar de krant van die partij, La Tribuna, was gevestigd. Verder arresteerde hij verschillende prominente leden van de partij.
Voor het leger gingen zijn maatregelen niet ver genoeg. De naoorlogse economische problemen en machtige vakbonden leidden ertoe, dat het leger een staatsgreep pleegde op 29 oktober 1948. De staatsgreep stond onder leiding van de toenmalig minister Manuel Arturo Odría. Bustamante werd daarbij in ballingschap gestuurd.

### Terugkeer naar Peru
In 1956, nadat de achtjarige regeringstermijn gen Odría eindigde en de regering in handen was gekomen van Manuel Prado y Ugarteche, keerde hij terug naar Peru. Hij nam weer verschillende publieke ambten op zich, zoals dat van Minister van Buitenlandse Zaken in 1960.
Van 1961 tot 1970 werd hij gekozen tot rechter van het Internationaal Gerechtshof in Den Haag, waarvan hij ook de voorzitter was van 1967 tot 1970.

## Gepubliceerd werk
Bustamante schreef verschillende juridische en daaraan gerelateerde werken, waaronder:
- 1947: Arequipa
- 1949: Tres años de lucha por la democracia en el Perú
- 1951: Panamericanismo e iberoamericanismo
- 1952: Artesanía textil en el Perú
- 1960: Mensaje al Perú: Perú, estructura social
- 1964: La Corte Internacional de justicia
- 1972: Una visión del Perú
- 1972: Derecho del mar

- Biblioteca Nacional de España: XX1214262
- Catàleg d'autoritats de noms i títols de Catalunya: 981058598137906706
- CiNii: DA09009536
- Gemeinsame Normdatei: 119313707
- International Standard Name Identifier: 0000 0001 1480 274X
- Library of Congress Control Number: n85022473
- National Archives and Records Administration: 28267925
- Nederlandse Thesaurus van Auteursnamen: 133462048
- Système universitaire de documentation: 07135400X
- Virtual International Authority File: 114300524
- WorldCat: E39PBJrChp4vPmjr7qGyrMxMT3